# Парламент Єгипту
Парламент Єгипту (араб. مجلس النواب) — двопалатний законодавчий орган, розташований у Каїрі, столиці Арабської Республіки Єгипет. В якості законодавчого органу Парламент приймає закони, затверджує загальну політику держави, загальні плани економічного і соціального розвитку, загальний бюджет держави, контролює роботу Уряду і має повноваження голосувати за відставку Президента Республіки або змістити уряд і прем'єр-міністра з допомогою вотуму недовіри.
Після повалення режиму Мубарака парламент був розпущений до проведення демократичних виборів.

## Сучасна ситуація
Відповідно до конституції Єгипту від 2014 року, прийнятої на референдумі 14 — 15 січня 2014 року, Парламент складається з однієї палати:
- Палата представників — обирається строком на п'ять років. До її складу входять 596 депутатів — найбільша кількість за всю 150-річну парламентську історію країни. 120 обираються за партійними списками, 448 — незалежні кандидати, ще 28 осіб призначає президент.

## Історія
Вперше парламент в Єгипті було скликано 1866 року. Відтоді склад парламенту обирали 135 разів, кількість представників змінювалася від 75 до 458. Згідно з Конституцією Єгипту, парламент складається з таких двох палат:
- Народна асамблея (Меджліс аш-Ша'аб) — нижня палата із 588 представників[1] (є квоти для робітників та селян, а також для жінок), термін повноважень — 5 років. Голова — Фатхі Сурур (червень 2009). Останні вибори відбулися в 28 листопада (1-ий тур) та 5 грудня 2010 року (2-ий тур). Національно-демократична партія, яку очолює президент Хосні Мубарак, зайняла близько 80 % місць. Найбільші опозиційні рухи Брати-мусульмани (заборонений, активісти беруть участь як незалежні кандидати) та Новий Вафд бойкотували другий тур.
- Рада Шури (Меджліс аш-Шура) — верхня палата із 264 представників, термін повноважень — 6 років.

Парламент скликають на сесію один раз на дев'ять місяців щороку, за особливих обставин президент може скликати позачергову сесію. Повноваження парламенту є недостатніми для ефективного балансування з повноваженнями президента.